# Krew elfów
Krew elfów – powieść fantasy autorstwa Andrzeja Sapkowskiego, pierwszy raz wydana w 1994 roku. Jest pierwszą z pięciu części sagi o wiedźminie tego autora. W 2009 zdobyła David Gemmell Awards for Fantasy.

## Tło
Akcja powieści rozgrywa się – wedle określenia samego autora – w quasi-średniowiecznej allotopii i jest kontynuacją wcześniejszych opowiadań.
Głównymi bohaterami powieści są Geralt z Rivii, wiedźmin, zawodowo trudniący się zabijaniem groźnych dla ludzi potworów, który specjalnie w tym celu był ćwiczony i poddawany ryzykownym zabiegom, oraz królewna Ciri, nastoletnia dziewczyna, która w wyniku wojny utraciła rodzinę i tron.
Geopolitycznie świat jest podzielony dwubiegunowo na cesarstwo Nilfgaardu, rządzone absolutystycznie przez imperatora Emhyra var Emreisa oraz Nordlingów – państwa północne, m.in. Rivię, Temerię, Redanię, Cintrę i Aedirn, w których panuje jeden język, nazywany wspólnym.

## Fabuła
Po występie artystycznym poeta Jaskier udaje się do zamtuza. Tam nieoczekiwanie składa mu wizytę nieznajomy – czarodziej Rience. Prosi on o informacje na temat losów bohaterów utworów poety, w szczególności Ciri i Geralta. Jaskier odmawia i próbuje uciekać, lecz zostaje magicznie sparaliżowany. Rience poddaje go torturom w pobliskiej stajni przy pomocy dwóch zbirów. Zaalarmowana wrzaskami, śledząca poetę, czarodziejka Yennefer wkracza do akcji i uwalnia go.
Ciri pobiera nauki i uczy się walki mieczem w Kaer Morhen, dawnym wiedźmińskim siedliszczu. Wkrótce zaczyna przejawiać niezwykłe zdolności magiczne. Obecni w fortecy wiedźmini, nie wiedząc jak pielęgnować i rozwijać jej potencjał, wzywają na pomoc znajomą czarodziejkę Triss Merigold. Geralt w towarzystwie Ciri i słabującej na zdrowiu Triss Merigold opuszcza Kaer Morhen i dołącza do konwoju przewożącego tajny ładunek dla kaedweńskiego króla, Henselta, i spotyka tam znajomego, wynajętego jako eskortę krasnoluda, Yarpena Zigrina. Podróżując zostają napadnięci przez komando elfich i krasnoludzkich partyzantów, zwących się Scoia'tael, Wiewiórkami, a walczących o utworzenie własnego, niepodległego państwa. W walce wychodzi na jaw, że przewożony towar to kamienie, zaś cały konwój jest realizacją tajnej operacji mającej na celu ujawnienie zdrajcy przekazującego wrogowi tajne informacje na temat transportu królewskiego złota.
Geralt, nie mogąc znaleźć Rience’a, zatrudnia się do wiedźmińskiej ochrony barki rzecznej w Oxenfurcie w nadziei, że jego słynne nazwisko zwabi czarownika i umożliwi dowiedzenie się, dlaczego tamten poszukuje Ciri. W czasie jednego z rejsów do barkasu przybija łódź i jej załoga, podająca się za temerską straż, wchodzi na pokład z zamiarem aresztowania Geralta. Ten plan zostaje udaremniony przez nieoczekiwany atak rzecznego potwora.
Przebywający w Oxenfurcie Jaskier, sam będący redańskim agentem, jest śledzony przez sługi Dijkstry, szefa redańskich służb wywiadowczych. Zaprowadzony przed jego oblicze zostaje napomniany za brak raportów na temat planów wiedźmina. Jaskier nieskutecznie próbuje dezinformować Dijsktrę wmawiając mu, że Geralta nie ma w mieście i dowiaduje się, że wiedźminem i Ciri interesuje się większość wywiadów państw Nordlingów. Rozmowa, przy której obecna jest bliska redańskim kręgom władzy czarodziejka Filippa Eilhart, kończy się usilną prośbą o skontaktowanie Dijsktry z Geraltem. Jaskier, nie zdając sobie sprawy, że jest śledzony przez czarodziejkę, nocą udaje się do Geralta, by ostrzec go przed grożącym mu niebezpieczeństwem.
Król Redanii, Vizimir, król Temerii, Foltest, król Kaedwen, Henselt, król Aedirn, oraz królowa Lyrii, Meve potajemnie naradzają się w sprawie rosnącego zagrożenia inwazją Nilfgaardu na ziemie Nordlingów oraz zataczającej coraz szersze kręgi elfiej partyzantki. Rozważają opcję złamania pokoju, wyparcia cesarstwa z Cintry oraz postanawiają stłamsić rebelię Wiewiórek. Fakt tajnej narady królów państw północnych zostaje natychmiast wykryty przez nilfgaardzki wywiad. Cesarz rozkazuje skrytobójcze zamordowanie wiedźmina. Informacja o spotkaniu trafia również do Kapituły, stowarzyszenia najpotężniejszych czarodziejów.
Geralt, Jaskier i Filippa Eilhart przy pomocy znajomej studentki medycyny, Shani, od lokalnego znachora zdobywają informacje na temat Rience’a. Wkrótce dochodzi do konfrontacji pomiędzy Rience’em a Geraltem.
Ciri, ukryta przed światem, kontynuuje edukację u Nenneke, głównej kapłanki świątyni bogini Melitele. Po niedługim czasie jednak opuszcza klasztor z czarodziejką, dawną kochanką Geralta, Yennefer, która ją szkoli w magicznej sztuce.

## Tłumaczenia
- wydanie rosyjskie, wyd. AST, Moskwa – St. Petersburg 1996
- wydanie czeskie, wyd. Leonardo, Ostrava 1995
- wydanie hiszpańskie, Bibliopolis, Madryt 2003
- wydanie niemieckie, wyd. Heyne Verlag – podpisana umowa
- wydanie angielskie
  - Wielka Brytania, wyd. Gollancz, Londyn 2008[2]
  - Stany Zjednoczone, wyd. Orbit, 2009
- wydanie włoskie, Il sangue degli elfi, przełożyła Raffaella Belletti, wyd. Editrice Nord, 2012, 400 s., ISBN 978-88-429-1665-9.
- wydanie chińskie – tajwańskie, pt. 獵魔士長篇 1 – 精靈血 [Lièmóshì chángpiān 1 – Jīnglíng xiě], wyd. Wyd. Gaea, (seria wydawnicza Fever), Taipei 2014, 384 s., przełożył Ye Zhi-Jun (葉祉君), ISBN 978-986-3191124

## Słuchowisko
15 grudnia 2014 roku wydane zostało trwające 12,5 godziny słuchowisko zrealizowane na podstawie Krwi elfów przy udziale 79 aktorów. Jest to piąte, po Mieczu przeznaczenia, Ostatnim życzeniu, Coś się kończy, coś się zaczyna i Sezonie burz, słuchowisko zrealizowane na podstawie Sagi o wiedźminie.
W słuchowisku wystąpili m.in. Krzysztof Banaszyk jako Geralt z Rivii, Anna Cieślak jako Filippa Eilhart, Anna Dereszowska jako Yennefer z Vengerbergu, Adam Ferency jako Vizimir, Małgorzata Kożuchowska – Triss Merigold, Sławomir Pacek – Jaskier, Joanna Pach-Żbikowska – Ciri, Henryk Talar – Foltest z Temerii, Arkadiusz Bazak – Vesemir